# Giovanni Errichiello
Giovanni Errichiello (Napoli, 12 giugno 1960) è un ex pallavolista italiano, medaglia di bronzo con la nazionale italiana ai Giochi olimpici di Los Angeles 1984.

## Carriera
Oltre alla medaglia di bronzo al torneo olimpico di Los Angeles, annovera nel palmarès tre campionati italiani, due con Parma e uno con Porto Ravenna – i club con cui ha ottenuto i maggiori successi della carriera –; tre Coppe dei Campioni, anche qui due con i parmensi e una con i ravennati; una Coppa delle Coppe con Parma, un mondiale per club con Porto Ravenna e quattro Coppe Italia, tre con gli emiliani e una con i romagnoli. 
Nella sua carriera ha giocato anche nel Loreto, in Francia nel JSA Bordeaux, nel Petrarca, nella Galileo Giovolley e nel Mantova.

## Palmarès

### Club

#### Competizioni nazionali
- Campionato italiano: 3

Parma: 1981-82, 1982-93
Porto Ravenna: 1990-91
- Coppa Italia: 3

Parma: 1981-82, 1982-83
Porto Ravenna: 1990-91

#### Competizioni internazionali
- Coppa dei Campioni: 3

Parma: 1983-84, 1984-85
Porto Ravenna: 1991-92
- Coppa delle Coppe: 1

Parma: 1987-88
- Campionato mondiale per club: 1

Porto Ravenna: 1991